# 시키네 다카히로
시키네 다카히로(일본어: 敷根 崇裕, 1997년 12월 7일~)는 일본의 펜싱 선수로 주 종목은 플뢰레이다. 올림픽에 2회 참가했으며 2020년 하계 올림픽에 참가하여 개인전 4위에 올랐다. 이후 2024년 하계 올림픽에서 단체전 금메달을 획득했다. 또한 2017년 세계 선수권 대회에서 개인전 동메달을 획득했고 2018년 아시안 게임에서 단체전 동메달을 획득했다.